# بونتشاك جايا
بونتشاك جايا، يسمى أيضاً قمة كارستينز أو هرم كارستينز، وهو جبل في سلسلة سوديرمان، في الغرب الأوسط من إقليم بابوا، اندونيسيا. كما يمتلك هذا الجبل أسماء أخرى، من ضمنها نيمانكواي Nemangkawi في لغة الأمونكال، ويسمى أيضاً بـ Carstensz Toppen وGunung Sukarno.
يعتبر بونتشاك جايا أعلى جبل في إندونسيا، والأعلى في جزيرة غينيا الجديدة (والتي تتضمن إقليم بابوا الإندونيسية و بابوا غينيا الجديدة)، والأعلى كذلك في قارة أستراليا-غينيا الجديدة، والأعلى أيضاً في أوقيانيا. ويعتبر أيضاً أعلى نقطة بين جبال الهيمالايا والأنديز، وأعلى قمة في جزيرة في العالم.

## التاريخ
كانت المرتفعات المحيطة بالقمة مأهولة بالسكان، قبل وصول الأوربيين إلى المنطقة، وكان القمة معروفة حينئذ بـ Nemangkawi في لغة أمونكال. وقد أطلق المستكشف الهولندي جان كارستنز اسم هرم كارستنز على بونتشاك جايا، وجان هو أول من شاهد أنهار الجليد على قمة الجبل، في يوم صحو سنة 1623 (سخر الناس من كارستنز في أوروبا عندما أخبرهم بأنه شاهد ثلجاً في منطقة الاستواء)، ومع أنه تم الوصول إلى حقول الثلج في 1909 بواسطة المستكشف هنريك ألبيرت لورنز مع ستة من الحمالين الذين جندوا لهذه المهمة من أبوكايان في بورنيو، فإنه لم يتم الوصول إلى القمة حتى عام 1962 بواسطة حملة يقودها متسلق الجبال الأسترالي، هنريك هارر مع ثلاثة من أصدقائه، تمبل، كيباكس، وهيوزينجا.
وعندما سيطرت إندونيسيا على المقاطعة في الستينيات، قام الرئيس الأول للبلاد بتغيير اسم الجبل إلى بونتشاك سويكارنو أو قمة سويكارنو، ثم تم تغيير اسم الجبل لاحقاً إلى بونتشاك جايا، وبونتشاك تعني قمة، وجايا تعني النصر.

## الوصول
يحتاج الوصول إلى قمة الجبل إلى إذن حكومي، وتم منع المتسلقين والسياح من الوصول إلى الجبل في الفترة بين 1995 و2005، وفي عام 2006 أصبح الوصول إلى قمة الجبل ممكناً، عن طريق العديد من الوكالات المختصة بسياحة المغامرات.

## أنهار الجليد

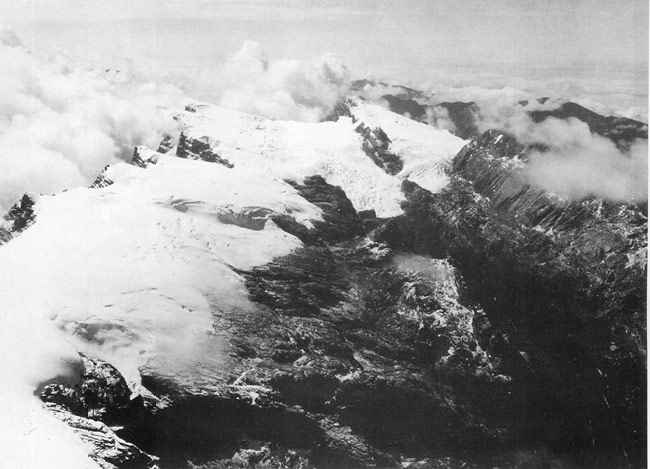
الغطاء الجليدي لقمة جبل بانتشاك جايا سنة 1936

مع أن قمة جبل بونتشاك جايا خالية من الجليد، فإن الأنهار الجليدية متواجدة بكثرة في منحدراته، ومنها نهر كارستينز الجليدي.
كون المنطقة استوائية، فإن التغير الحاصل في معدل درجات الحرارة خلال السنة قليل جداً (حوالي 0.5 درجة مئوية)، مع ذلك فإن دراسة امتداد هذه الأنهار الجليدية الاستوائية النادرة تاريخياً أظهرت تراجعاً ملحوظاً منذ سنة 1850 وحتى الآن، ما يشير إلى وجود احترار بمقدار (0.6 درجة مئوية) لكل قرن في الفترة ما بين 1850 و1972.
النهر الجليدي في بونتشاك تريكورا، في جبال مواك اختفت كلياً في فترة بين 1939 و1962. وفي سنة 1972 أثبت صور من الأقمار الإصطناعية، أن الأنهار الجليدية في بونتشاك جايا تنحسر بشكل سريع، فقد ذاب نهر ميير الجليدي في فترة بين 1994 و2000.